# Ayman Aourir
Ayman Aourir (* 6. Oktober 2004 in Köln) ist ein marokkanisch-deutscher Fußballspieler. Er steht seit Januar 2025 beim Regionalligisten SV Eintracht Hohkeppel unter Vertrag.

## Karriere
Ayman Aourir begann seine Karriere 2009 in der Jugend des SSV Ostheim 1931 im Kölner Stadtteil Ostheim und wechselte 2016 innerhalb der Stadt in die Jugendabteilung des Höhenberger FC Viktoria Köln. Zwei Jahre später schloss er sich mit 14 Jahren der Jugend von Bayer 04 Leverkusen an. Nachdem er ab diesem Zeitpunkt sämtliche Jugendmannschaften des Vereins durchlaufen hatte, erhielt er im Januar 2023 einen ersten Profivertrag bei den Rheinländern. Zur Saison 2023/24 wurde er neben seinem Mannschaftskollegen Madi Monamay aus der vereinseigenen A-Jugendmannschaft in den Profikader der Leverkusener aufgenommen. Bereits in der Vorsaison hatte er je einmal in der Bundesliga sowie in der Europa League ohne Einsatz im Kader der Profimannschaft gestanden. Am 30. November 2023 absolvierte Aourir sein Debüt im Profifußball mit einer Einwechslung zum Spielende in der Europa-League-Partie beim BK Häcken. Dies blieb jedoch seine einzige Partie für Bayer 04 und so wechselte Aourir am 20. September 2024 weiter zum Drittligisten Alemannia Aachen.
Im Januar 2025 wechselte er in die Regionalliga West zum SV Eintracht Hohkeppel.

## Titel
- Deutscher Meister: 2024 (ohne Einsatz)
- Deutscher Pokalsieger: 2024 (ohne Einsatz)